# 1990-es magyar úszóbajnokság
Az 1990-es magyar úszóbajnokságot, amely a 92. magyar bajnokság, teljes nevén Amero-Hun úszó Országos Bajnokság, 1990. december 4 és 9. között rendezték meg Budapesten a Komjádi Béla Sportuszodában. A versenyen Güttler Károly hátizomhúzódás miatt csak az utolsó napon, 200 méter vegyesen indult.

## Eredmények

### Férfiak
| Versenyszám                               | Arany                                                                | Arany       | Ezüst                      | Ezüst    | Bronz                       | Bronz    |
| ----------------------------------------- | -------------------------------------------------------------------- | ----------- | -------------------------- | -------- | --------------------------- | -------- |
| 50 m gyorsúszás Döntő: december 8.        | Szabados Béla Békéscsabai Előre                                      | 24,14 ocs   | Sarkadi Károly Bp. Honvéd  | 24,37    | Horváth Zoltán Ferencváros  | 24,55    |
| 100 m gyorsúszás Döntő: december 6.       | Szabados Béla Békéscsabai Előre                                      | 51,88       | Ágh Norbert Bp. Honvéd     | 51,89    | Darnyi Tamás Újpesti Dózsa  | 52,65    |
| 200 m gyorsúszás Döntő: december 4.       | Ágh Norbert Bp. Honvéd                                               | 1:51,80     | Szilágyi Zoltán BVSC       | 1:52,80  | Darnyi Tamás Újpesti Dózsa  | 1:53,20  |
| 400 m gyorsúszás Döntő: december 7.       | Ágh Norbert Bp. Honvéd                                               | 3:55,11     | Szilágyi Zoltán BVSC       | 3:55,73  | Darnyi Tamás Újpesti Dózsa  | 3:57,37  |
| 1500 m gyorsúszás Döntő: december 9.      | Szilágyi Zoltán BVSC                                                 | 15:44,66    | Darnyi Tamás Újpesti Dózsa | 15:50,42 | Kade Zoltán Bp. Spartacus   | 16:00,99 |
| 100 m hátúszás Döntő: december 8.         | Darnyi Tamás Újpesti Dózsa                                           | 57,49       | Deutsch Tamás Bp. Honvéd   | 58,50    | Czene Attila Újpesti Dózsa  | 58,93    |
| 200 m hátúszás Döntő: december 6.         | Darnyi Tamás Újpesti Dózsa                                           | 2:02,86     | Czene Attila Újpesti Dózsa | 2:04,38  | Csépányi András Dunaferr    | 2:07,84  |
| 100 m mellúszás Döntő: december 4.        | Rózsa Norbert Újpesti Dózsa                                          | 1:01,94 ocs | Debnár Tamás BVSC          | 1:04,26  | Horváth Zoltán. Ferencváros | 1:05,04  |
| 200 m mellúszás Döntő: december 7.        | Rózsa Norbert Újpesti Dózsa                                          | 2:17,50     | Debnár Tamás BVSC          | 2:19,67  | Szabó József Bp. Honvéd     | 2:19,69  |
| 100 m pillangóúszás Döntő: december 5.    | Darnyi Tamás Újpesti Dózsa                                           | 56,87       | Horváth Zoltán Ferencváros | 57,63    | Hortobágyi Bp. Spartacus    | 58,28    |
| 200 m pillangóúszás Döntő: december 8.    | Darnyi Tamás Újpesti Dózsa                                           | 2:02,03     | Kiss Tibor BVSC            | 2:04,06  | Kalaus Valter Bp. Honvéd    | 2:05,40  |
| 200 m vegyes úszás Döntő: december 9.     | Darnyi Tamás Újpesti Dózsa                                           | 2:04,48     | Czene Attila Újpesti Dózsa | 2:06,92  | Szabó József Bp. Honvéd     | 2:09,14  |
| 400 m vegyes úszás Döntő: december 5.     | Darnyi Tamás Újpesti Dózsa                                           | 4:23,82     | Szabó József Bp. Honvéd    | 4:27,91  | Czene Attila Újpesti Dózsa  | 4:32,35  |
| 4 × 100 m gyorsváltó Döntő: december 7.   | Újpesti Dózsa Kovács Gusztáv Horváth Péter Czene Attila Darnyi Tamás | 3:32,65     | Bp. Honvéd                 | 3:34,02  | Dunaferr                    | 3:36,27  |
| 4 × 200 m gyorsváltó Döntő: december 5.   | Bp. Honvéd Ágh Norbert Deutsch Tamás Szabó József Kalaus Valter      | 7:46,06     | BVSC                       | 7:55,12  | Dunaferr                    | 7:56,80  |
| 4 × 100 m vegyes váltó Döntő: december 9. | Újpesti Dózsa Czene Attila Rózsa Norbert Darnyi Tamás Horváth Péter  | 3:49,88 ocs | Bp. Honvéd                 | 4:00,07  | Ferencváros                 | 4:02,78  |

### Nők
| Versenyszám                               | Arany                                                                      | Arany   | Ezüst                       | Ezüst   | Bronz                                                                           | Bronz   |
| ----------------------------------------- | -------------------------------------------------------------------------- | ------- | --------------------------- | ------- | ------------------------------------------------------------------------------- | ------- |
| 50 m gyorsúszás Döntő: december 9.        | Varga Dóra Dunaferr                                                        | 27,70   | Ötvös Éva Bp. Spartacus     | 27,81   | Tóth Erika Békéscsabai Előre                                                    | 27,89   |
| 100 m gyorsúszás Döntő: december 4.       | Egerszegi Krisztina Bp. Spartacus                                          | 57,68   | Varga Dóra Dunaferr         | 59,60   | Újhelyi Brigitta OSC                                                            | 1:00,19 |
| 200 m gyorsúszás Döntő: december 5.       | Egerszegi Krisztina Bp. Spartacus                                          | 2:03,58 | Buth Zuzsa Bp. Spartacus    | 2:08,20 | Szalai Szilvia Szeged SC                                                        | 2:09,29 |
| 400 m gyorsúszás Döntő: december 6.       | Egerszegi Krisztina Bp. Spartacus                                          | 4:18,73 | Berzlánovics Éva Dunaferr   | 4:25,95 | Buth Zuzsa Bp. Spartacus                                                        | 4:29,67 |
| 800 m gyorsúszás Döntő: december 8.       | Egerszegi Krisztina Bp. Spartacus                                          | 8:56,00 | Berzlánovics Éva Dunaferr   | 9:05,21 | Kovács Rita Nyíregyházi VSC                                                     | 9:10,26 |
| 100 m hátúszás Döntő: december 6.         | Egerszegi Krisztina Bp. Spartacus                                          | 1:01,94 | Szabó Tünde Nyíregyházi VSC | 1:04,18 | Fekete Szandra Bp. Spartacus                                                    | 1:06,17 |
| 200 m hátúszás Döntő: december 9.         | Egerszegi Krisztina Bp. Spartacus                                          | 2:13,13 | Szabó Tünde Nyíregyházi VSC | 2:17,74 | Fekete Szandra Bp. Spartacus                                                    | 2:19,89 |
| 100 m mellúszás Döntő: december 7.        | Csépe Gabriella BVSC                                                       | 1:11,68 | Pohl Anett BVSC             | 1:13,41 | Kovács Judit Pécsi TÁSI                                                         | 1:14,93 |
| 200 m mellúszás Döntő: december 5.        | Pohl Anett BVSC                                                            | 2:34,25 | Csépe Gabriella BVSC        | 2:36,02 | Kronberg Klára Bp. Spartacus                                                    | 2:43,03 |
| 100 m pillangóúszás Döntő: december 7.    | Schulze Renáta Bp. Sparacus                                                | 1:03,84 | Szalai Szilvia Szeged SC    | 1:04,27 | Buth Zuzsa Bp. Spartacus                                                        | 1:04,55 |
| 200 m pillangóúszás Döntő: december 9.    | Egerszegi Krisztina Bp. Spartacus                                          | 2:14,60 | Buth Zuzsa Bp. Spartacus    | 2:18,96 | Pécsi Bp. Spartacus                                                             | 2:22,52 |
| 200 m vegyes úszás Döntő: december 8.     | Egerszegi Krisztina Bp. Spartacus                                          | 2:17,87 | Pohl Anett BVSC             | 2:20,19 | Csépe Gabriella BVSC                                                            | 2:22,07 |
| 400 m vegyes úszás Döntő: december 4.     | Egerszegi Krisztina Bp. Spartacus                                          | 4:55,91 | Berzlánovics Éva Dunaferr   | 5:06,96 | Kronberg Klára Bp. Spartacus                                                    | 5:08,14 |
| 4 × 100 m gyorsváltó Döntő: december 6.   | Bp. Spartacus Ötvös Éva Buth Zsuzsa Schulze Renáta Egerszegi Krisztina     | 4:01,90 | Dunaferr                    | 4:05,62 | Ferencváros                                                                     | 4:08,86 |
| 4 × 200 m gyorsváltó Döntő: december 4.   | Bp. Spartacus Kovács Regina Schulze Renáta Buth Zsuzsa Egerszegi Krisztina | 8:44,02 | Dunaferr                    | 8:56,91 | Ferencváros                                                                     | 9:00,14 |
| 4 × 100 m vegyes váltó Döntő: december 8. | Bp. Spartacus Egerszegi Krisztina Kronberg Klára Schulze Renáta Ötvös Éva  | 4:26,97 | Dunaferr                    | 4:39,74 | Békéscsabai Előre Selmeczi Gabriella Vitaszek Edina Hrabovszki Anikó Tóth Erika | 4:48,62 |